# NGC 100
NGC 100 je galaksija u zviježđu Ribe.

## Vanjske poveznice
- SEDS: NGC 100